# Fania Niang
Pour les articles homonymes, voir Niang.
Fania Niang est une chanteuse, auteur-compositeur-interprète sénégalaise.

## Biographie
Elle est née dans un village pastoral à 400 km de Dakar dans la région du Sine-Saloum. Elle vit aujourd'hui principalement en France.
Elle fut mannequin pour Jean-Paul Goude et Jean-Paul Gaultier. Elle a aussi été choriste du groupe Touré Kunda et membre pendant 5 ans du groupe Kaoma avant de se lancer dans une carrière solo en 2000. Elle a sorti quatre albums depuis : Sopi en 2000, Naturel en 2004, Silmakha en 2008 et Animiste en 2014.
Sa musique est un mélange entre les rythmes et mélodies d'Afrique de l'Ouest et la chanson française ou la pop occidentale. Dans ses paroles, elle passe aussi d'une langue à une autre : wolof, français, soninké, anglais, avec la même fluidité.
Fania Niang a travaillé avec l’auteur Richelle Dassin, et des musiciens renommés : les guitaristes François Lassere, Fadjala Diawara, Gérald Toto et Ali Boulo Santo à la kora, Ignace Fofana à la basse, le batteur Papis Diongue et l’accordéoniste Fixi du groupe Java.
Elle a monté son propre label, Passion Music, en 2007.